# Abbaye de Malmesbury
L’abbaye de Malmesbury, située dans la ville du même nom dans le Wiltshire (Angleterre), est un ancien monastère bénédictin fondé vers 676 par l’érudit et poète Aldhelm, neveu du roi Ina du Wessex.

## Histoire
En 941, le roi anglais Æthelstan fut enterré dans l’abbaye. Au XIe siècle elle recelait la deuxième plus vaste bibliothèque d’Europe et était considérée comme l’un des centres européens du savoir. Elle fut continuellement en activité depuis  sa fondation au VIIe siècle jusqu’à la dissolution des monastères. Elle est consacrée à saint Pierre et saint Paul. L’historien du XIIe siècle Guillaume de Malmesbury était moine de l’abbaye.
L’abbaye était pour l’essentiel achevée en 1180. Les 131 mètres de la flèche, ainsi que la tour qu’elle coiffait, s’effondrèrent au cours d’une tempête vers 1500 détruisant une grande partie de l’église abbatiale, dont les deux tiers de la nef et le transept. La tour de l’ouest s’effondra à son tour autour de 1550, entraînant dans sa chute les trois travées occidentales de la nef. Ces deux effondrements successifs firent qu’il ne reste aujourd’hui que moins de la moitié du bâtiment d’origine encore debout.
L’abbaye, qui possédait 93 km2 (23 000 acres) de terres dans les vingt paroisses qui constituait la centaine de Malmesbury (une subdivision du comté), fut fermée à la dissolution des monastères décidée en 1539 par Henri VIII et vendue, avec toutes ses dépendances, à William Stumpe, un riche marchand. Il rendit l’abbatiale à la ville pour qu’elle puisse continuer d’être utilisée comme église paroissiale, et se servit des autres bâtiments de l’abbaye pour abriter vingt métiers à tisser utilisés pour son commerce.
De nos jours, l’abbaye de Malmesbury n’est plus utilisée que comme église paroissiale anglicane de Malmesbury, du diocèse de Bristol. Les ruines recèlent toujours un intéressant parvis, typique d’une église normande d’Angleterre, où l’on peut trouver quelques exemples des livres de l’abbaye de Malmesbury. Les chartes anglo-saxonnes de Malmesbury, bien qu’augmentées d’écrits apocryphes et d’améliorations tardives exécutées au sein du scriptorium de l’abbaye, fournissent un matériel historique précieux pour l’étude du Wessex et de l’Église saxonne occidentale du VIIe siècle.
Au cours de la guerre civile anglaise, Malmesbury aurait changé de mains sept fois, et l’abbaye fut l’objet d’âpres combats. Des centaines d’impacts laissées par des balles sont encore visibles sur les murs sud, ouest et est de l’abbaye.
L’abbaye fut également le témoin d’une des toutes premières tentatives de vol humain quand, en 1010, le moine Eilmer de Malmesbury s’élança d’une des tours de l’abbaye à l’aide d’un deltaplane primitif. Eilmer vola sur quelque 200 m avant de toucher le sol, se brisant les deux jambes. Il nota par la suite que la seule raison pour laquelle il n'avait pas volé plus loin était l’absence d’une queue sur son planeur.
Aujourd’hui une bonne partie de l’abbaye subsiste. Le tiers restant de la nef a fait l’objet d’une restauration pour y célébrer des offices religieux, et on prévoit d’y bâtir un centre d’accueil des visiteurs sur le site. La visite de l’intérieur de l’abbaye est gratuite.
La première personne en Angleterre à avoir été tuée par un tigre est enterrée dans le cimetière qui jouxte l’abbaye. Hannah Twynnoy était serveuse dans un pub local dans les premières années du XVIIIe siècle. Elle trouva la mort le 23 octobre 1703.
Les obsèques de Sir Roger Scruton y ont été célébrées le 24 janvier 2020.

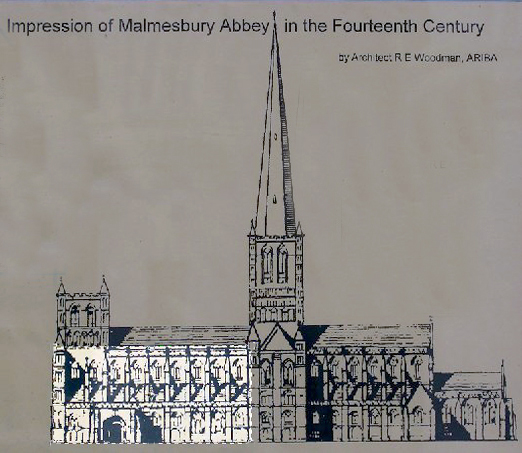
L’abbaye telle qu’au XIVe siècle. Seule la partie mise en évidence subsiste, après l’effondrement de la flèche et de la tour ouest
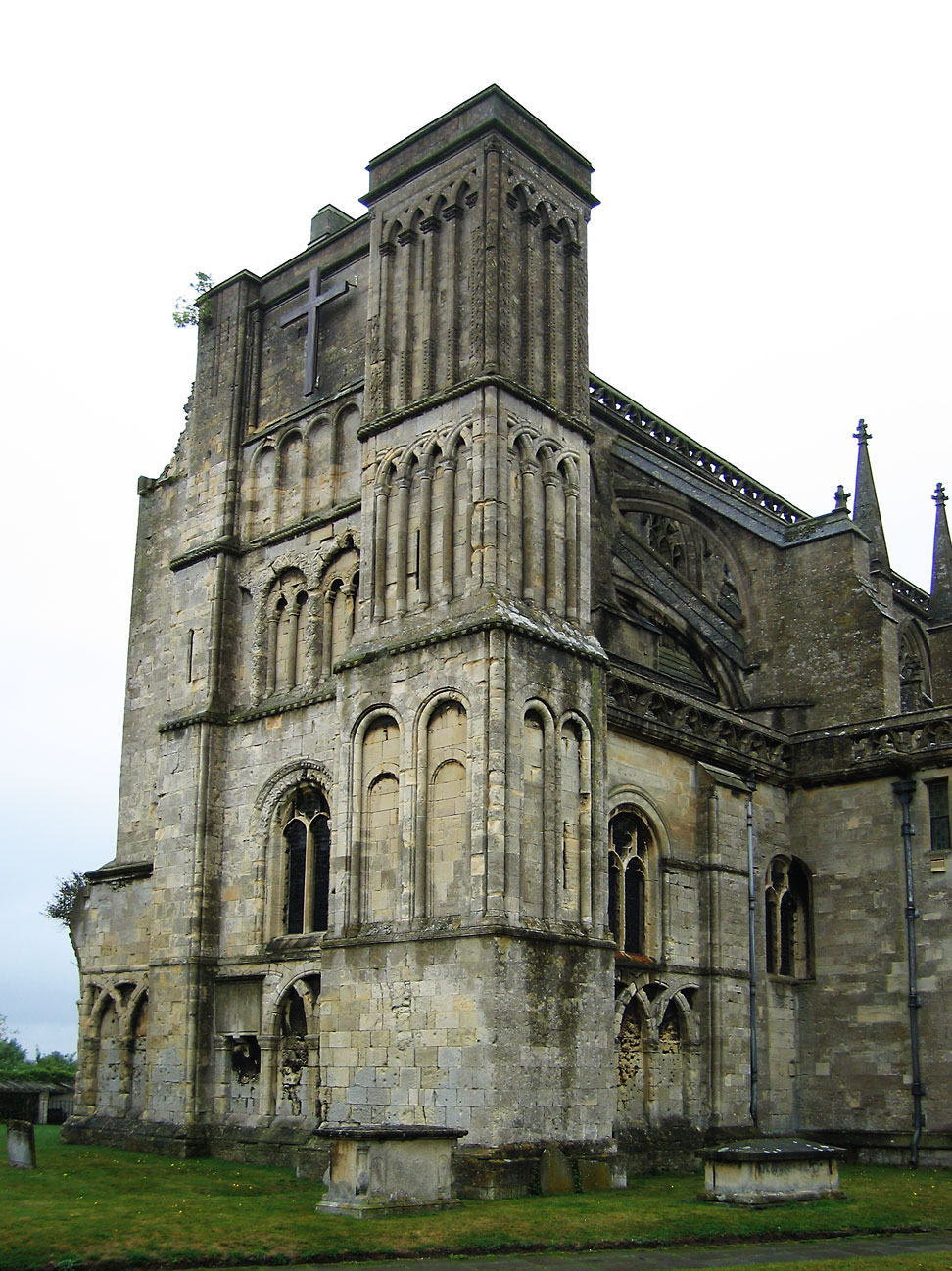
Vue de la façade ouest
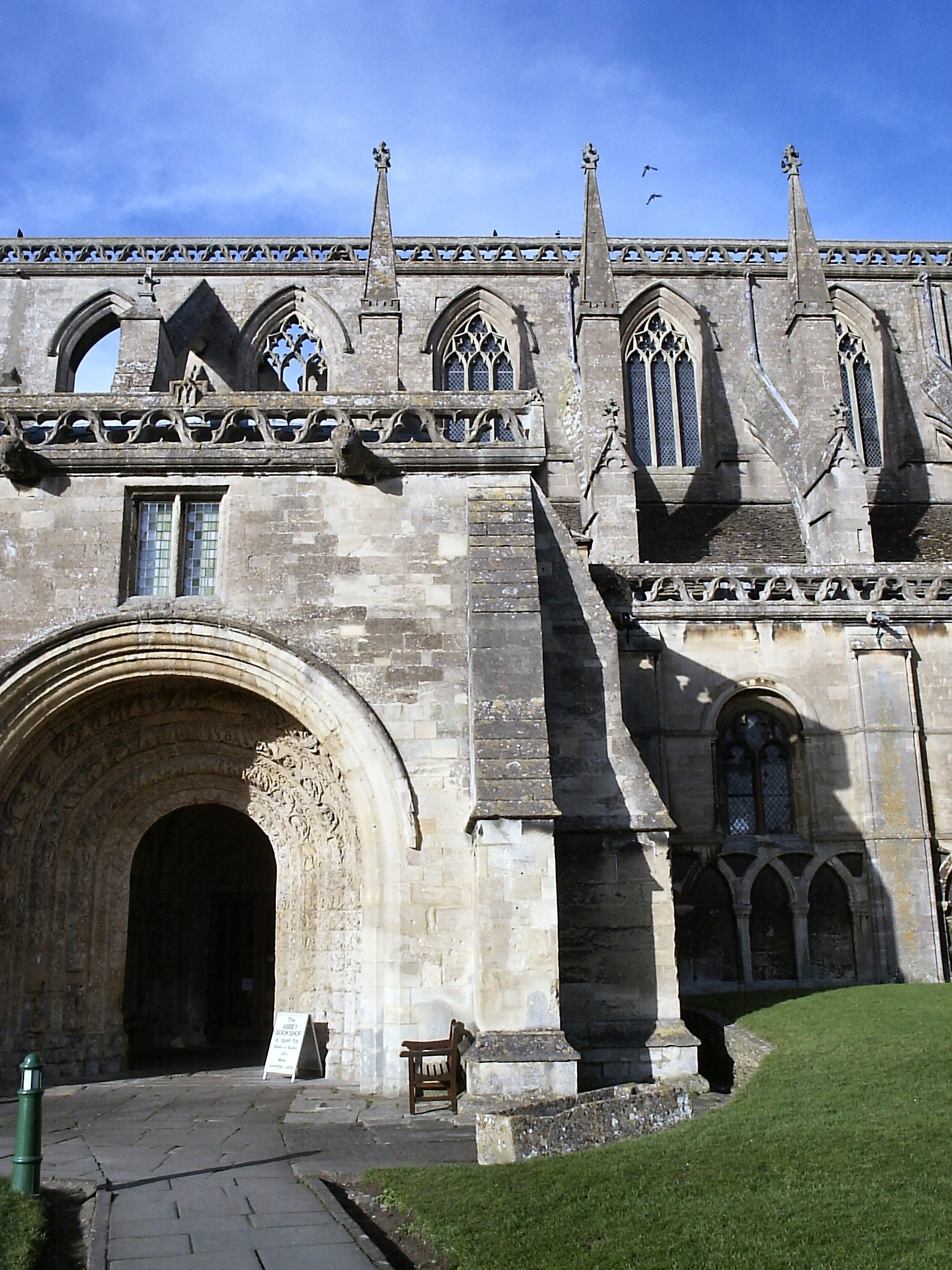
Vue détaillée du parvis du porche sud
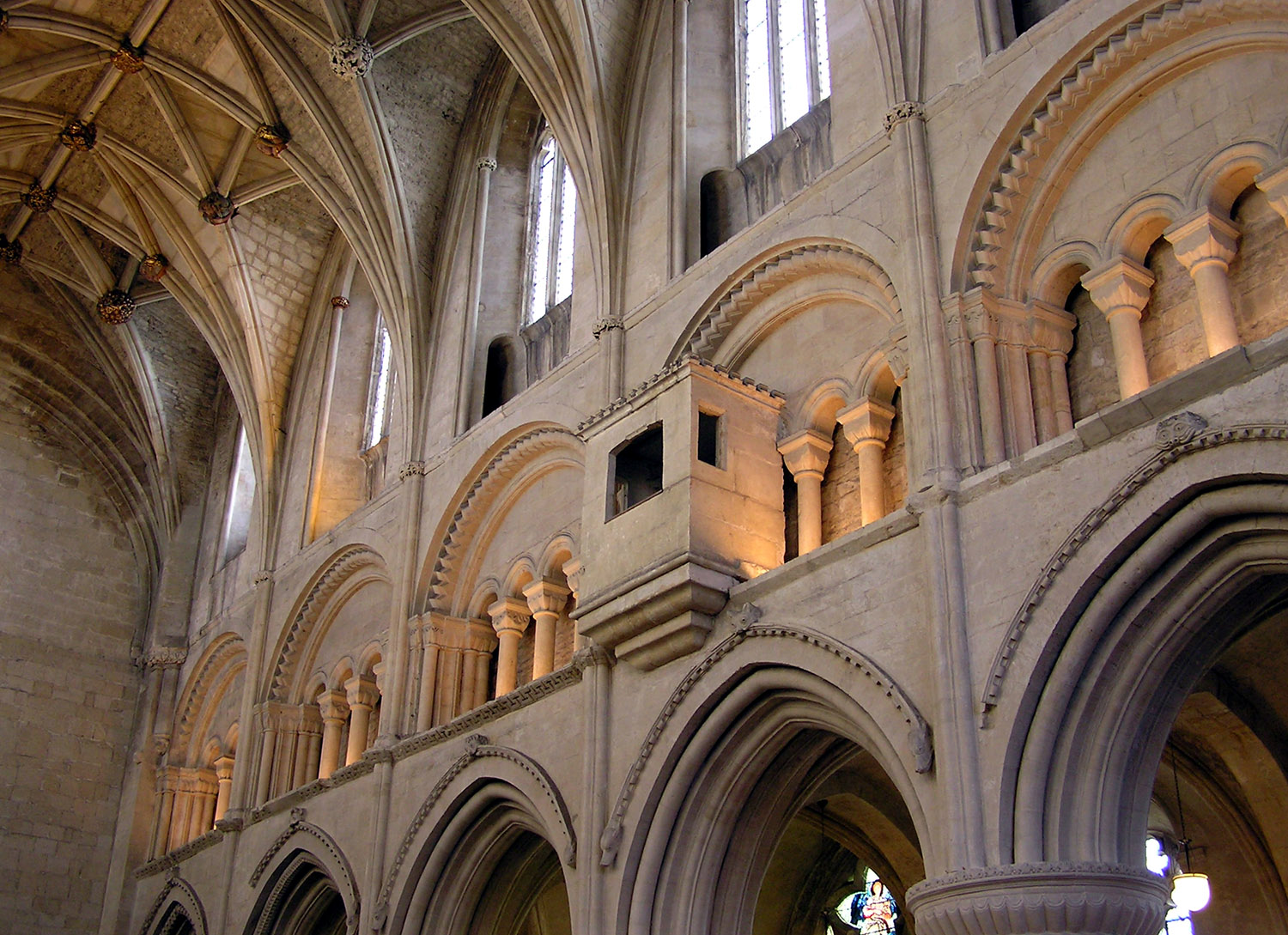
Intérieur de l’abbaye, donnant à voir une guérite inhabituelle en surplomb au-dessus de la nef
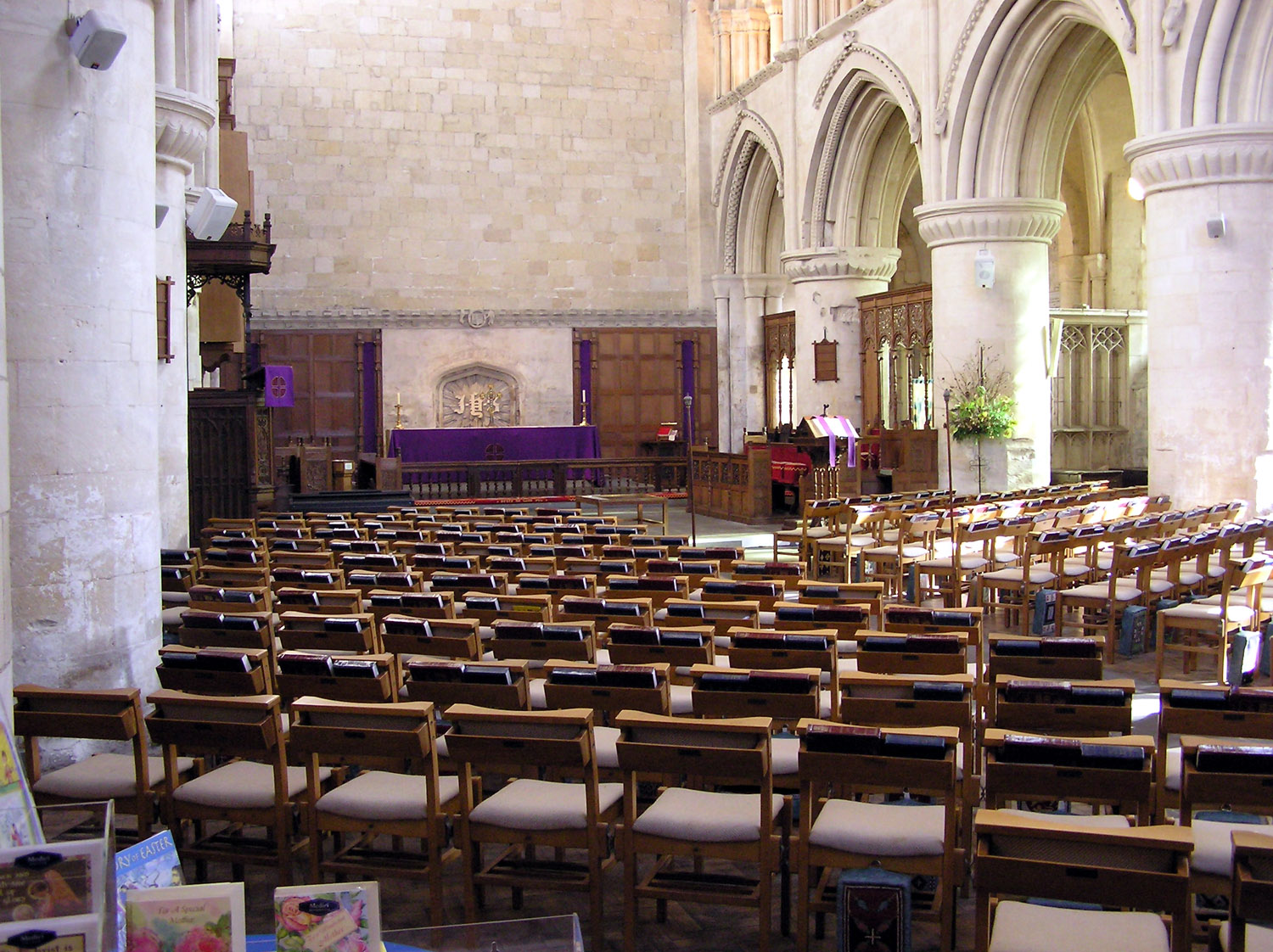
Intérieur de l’abbaye. Les ruines se trouvent au-delà du mur nu qui se trouve derrière l’autel